# Transvaalwijk (Baarn)
De Transvaalwijk is een woonwijk in Baarn van 19 hectare, met 725 inwoners in 2010.
De wijk ligt tussen het NS-Station en het dorpscentrum en vormt een oostelijke uitbreiding van het Wilhelminapark. Doordat de grondprijzen in Baarn na 1900 waren gestegen, werden kleinere kavels gebouwd, waardoor de bebouwing dichter werd dan in de jaren daarvoor.
De grenzen worden bepaald door het spoor en de Molenweg in het noorden, de Nieuw Baarnstraat en de Oude Utrechtseweg. De Oude Molenweg (voorheen Schapendrift) lag langs het oude sterrenbos. De Wittelaan, als verlengde van de Irenelaan is gericht op een oude zichtas van het Baarnse Bos. De meeste straten zijn naar personen genoemd; afgezien van de Sophialaan en de Nassaulaan betreft dit Zuid-Afrikanen: Altalaan, De Wetstraat, Krugerlaan, Nassaulaan, Karel van der Heijdenlaan, Bothalaan, Steijnlaan en Smutslaan. De Altalaan tussen Sophialaan en Wittelaan werd in de vijftiger jaren aangelegd toen de villabewoner W. Bos zijn villa Alta afbrak en het terrein verkavelde ten behoeve van woningbouw.
De bebouwing uit 1900-1940 bestaat uit herenhuizen, kleine villa's, de kasteelachtige watertoren en twee kerken, de Christelijke gereformeerde kerk en de Calvijnkerk. Aan de Smutslaan stond de Nieuwe Baarnsche School. Dit oorspronkelijk als villa gebouwde pand kreeg in 2015 zijn woonbestemming terug.

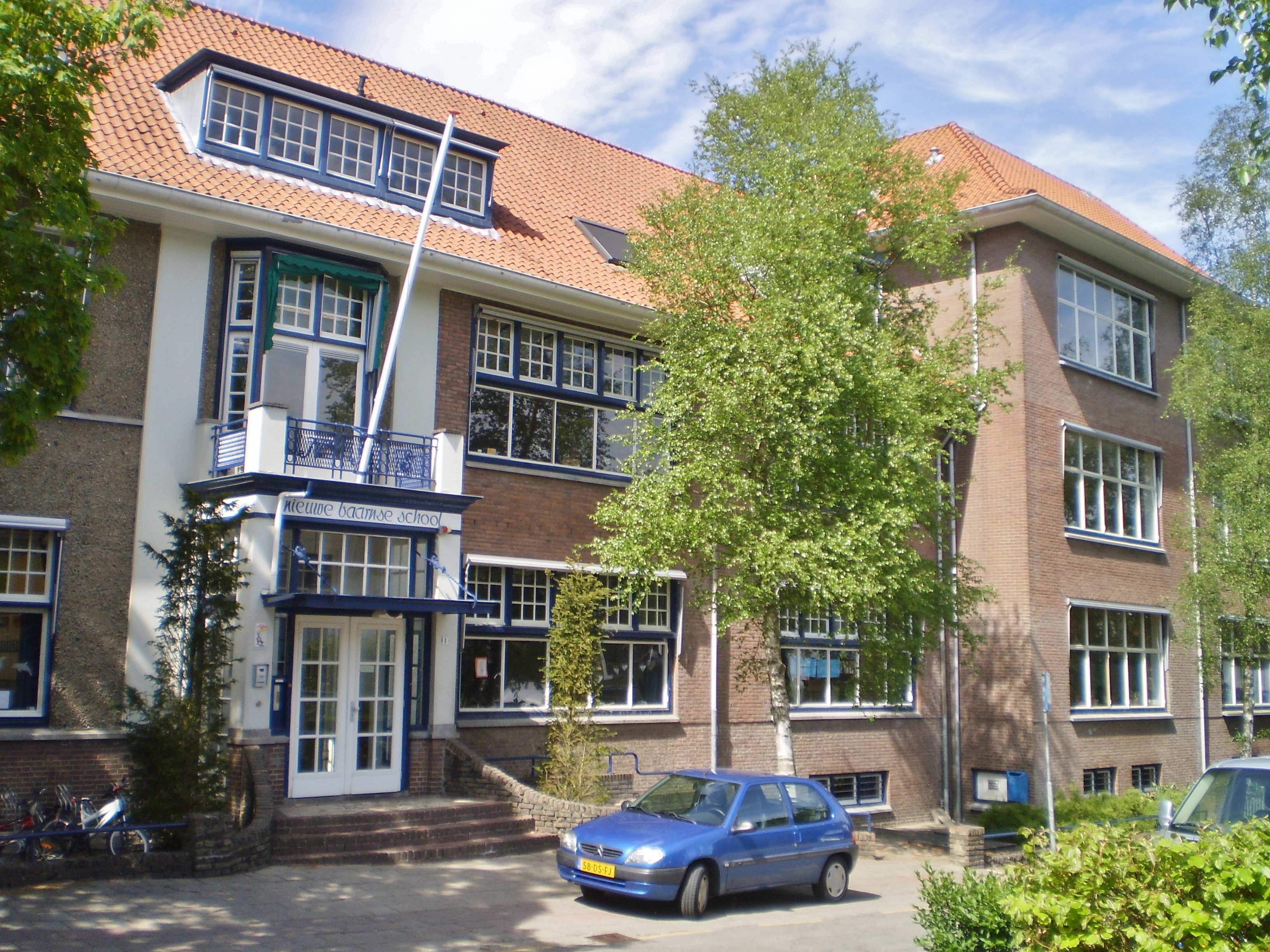
Nieuwe Baarnsche School
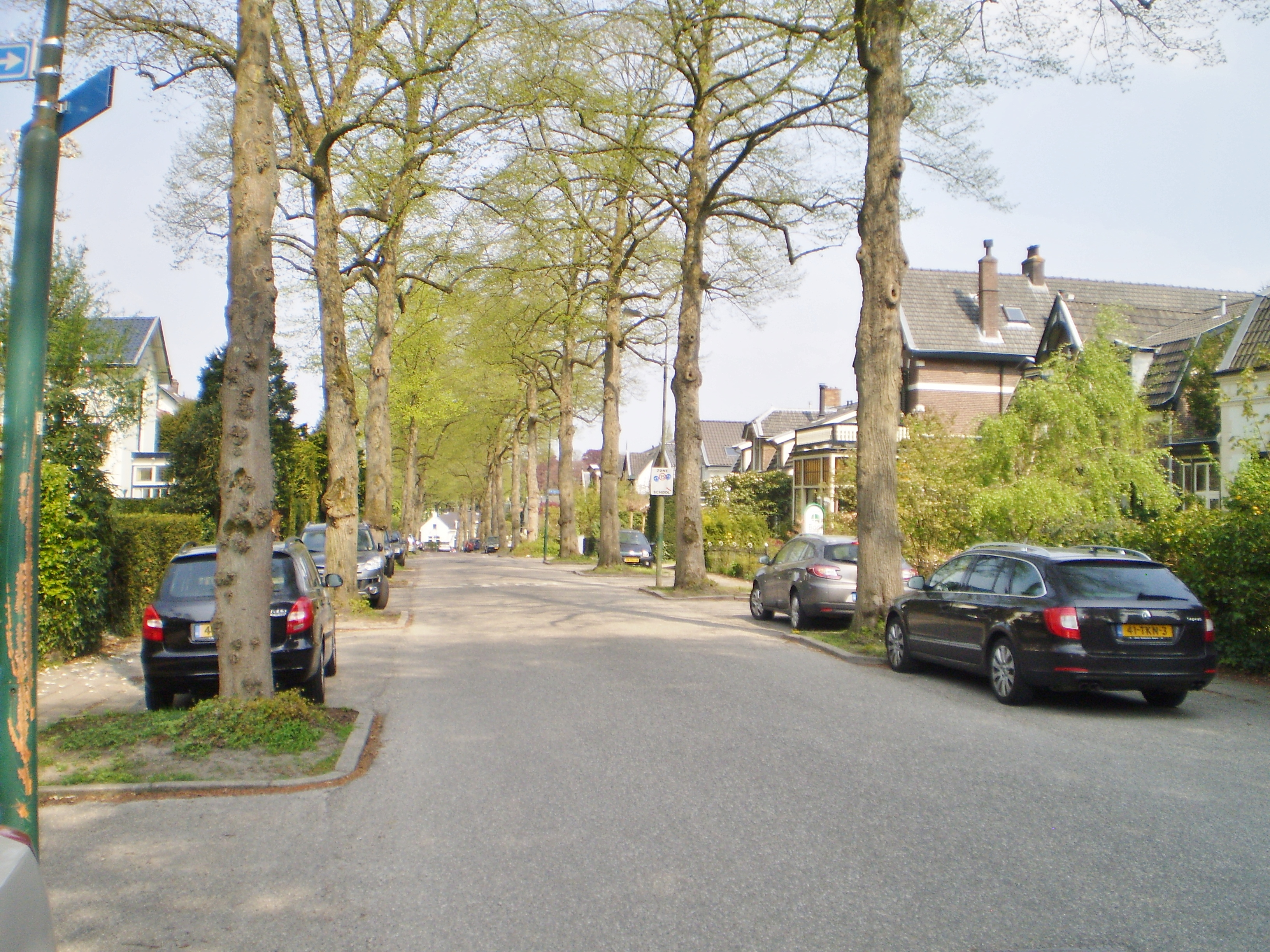
Nassaulaan
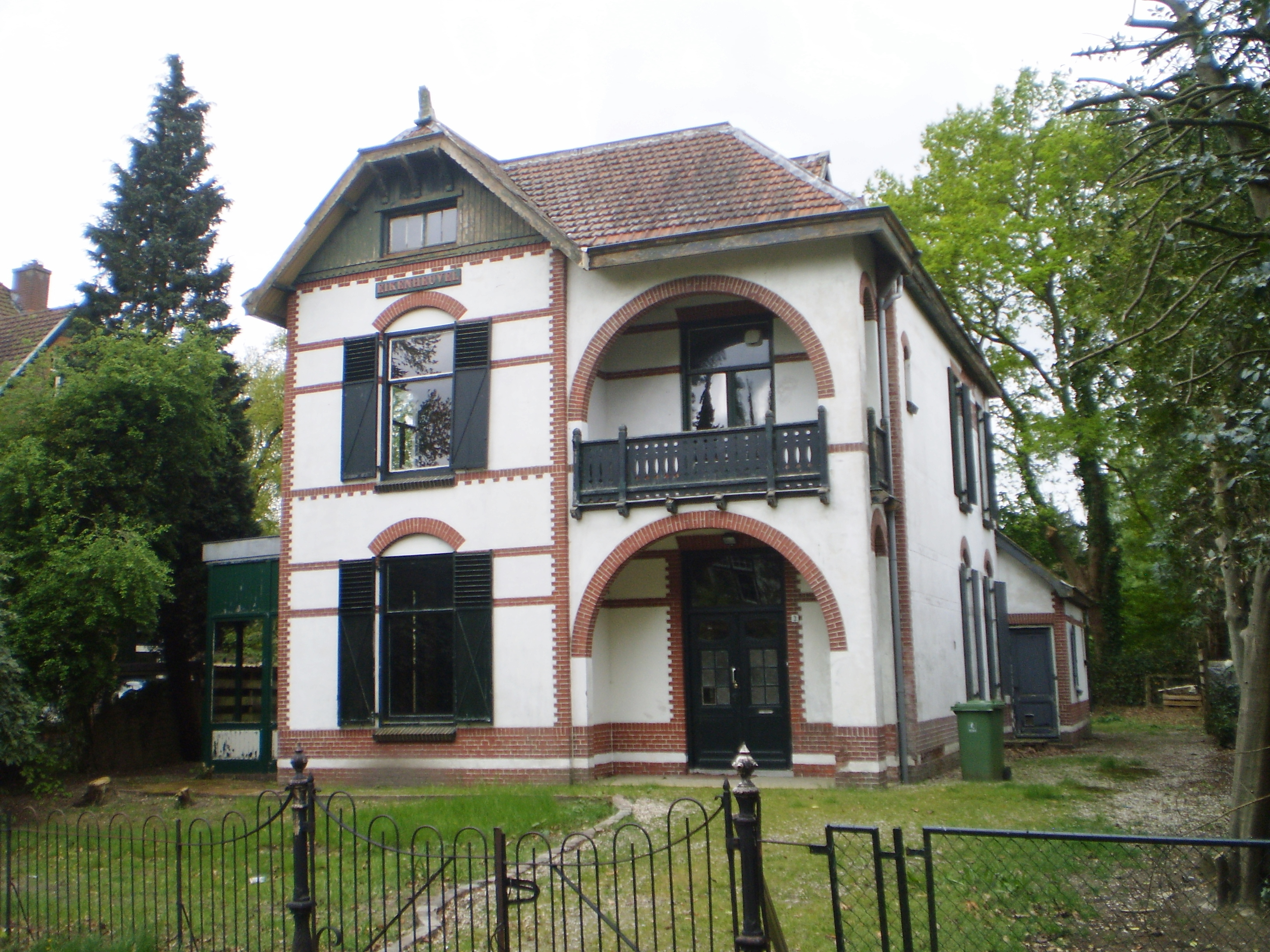
villa Eikenheuvel aan de Bothalaan

Amaliapark ·
Centrum ·
Componistenwijk ·
Eemdal ·
Noordschil ·
Oosterhei ·
Pekingtuin ·
Prins Hendrikpark ·
Professorenwijk ·
Rode Dorp ·
Schilderswijk ·
Schoonoordpark ·
Staatsliedenwijk ·
Transvaalwijk ·
Tuindorp ·
Wilhelminapark ·
Zandvoort ·
Zeeheldenwijk